# Andrés Dorantes de Carranza
Andrés Dorantes de Carranza (* in Gibraleón, Kastilien; † um 1550) war ein spanischer Offizier des 16. Jahrhunderts.
Dorantes war der Sohn von Pablo Dorantes aus Béjar. Er nahm an der gescheiterten Narváez-Expedition von Kuba nach Florida 1528 teil. Auf dieser Expedition wurde er von seinem maurischen Sklaven Estevanico begleitet, der später bei der Eroberung der Pueblos noch eine wichtige Rolle spielte.

## Leben

### Expedition
Am 12. April 1528 landete Andrés Dorantes mit der Narváez-Expedition an der Westküste Floridas. Dort scheiterten die Spanier kläglich, weil sie sich von den Indianern Märchen über die Reichtümer der Stadt Apalache erzählen ließen. Sie nahmen alle erdenklichen Mühen auf sich, um Apalache zu erreichen. Dort hofften sie auf die Erfüllung ihrer Träume. Doch die Träume zerplatzten, als sie den Ort erreichten. Denn Apalache war nur ein Dorf mit ein paar Hütten aus Gras und Palmwedeln. Gold gab es hier keines, und die Indianer waren nicht bereit, den Mais ihrer Felder mit den Spaniern zu teilen. Weil die Spanier schon mehrere Tage hungerten, blieb ihnen keine Wahl. Sie nahmen sich die Nahrungsvorräte mit Gewalt. Doch diese Indianer ließen sich nicht so einfach berauben. Sie schossen mit Pfeilen auf die Konquistadoren. Diese Pfeile hatten eine unglaubliche Durchschlagskraft. Trotz ihrer guten Rüstung wurden viele Spanier auf ihrem Rückzug zum Meer getötet. Über mehrere Tage verfolgten die Indianer die Spanier und ließen nicht von ihnen ab. Dabei blieben sie stets in Deckung.

### Von Florida nach Texas
Andrés Dorantes bestieg am 22. September 1528 gemeinsam mit allen anderen Überlebenden der Narváez-Expedition eines von fünf selbstgebauten Schiffen. Die Schiffe waren viel zu klein und mit dürftigsten Mitteln, ohne richtiges Werkzeug gebaut. So geriet der Rückzug der Spanier aus Florida zu einer Flucht vor den Angriffen der Indianer.
Bei ihrer Abfahrt waren insgesamt 242 Männer an Bord der 5 Schiffe. Sie fuhren in Richtung Westen, um die Küste von Neuspanien zu erreichen. Unter unglaublichen Schwierigkeiten kämpften sie gegen Stürme, Hunger und Durst. Unterwegs starben viele Männer.

### Die „Insel des Schlechten Schicksals“
Als sie von den Wellen des Meeres an den Strand der „Insel des schlechten Schicksals“ (Galveston, Texas) gespült wurden, konnten sie nicht mehr weiterfahren. Ihre Schiffe waren nicht mehr seetüchtig, und mit ihren Kräften waren sie am Ende. Ortsansässige Indianer erbarmten sich ihrer und gaben ihnen zu essen. Trotzdem starben viele Männer auf dieser Insel, denn es war Winter und die Indianer konnten so viele Menschen nicht versorgen. So kam es unter den Spaniern sogar zu Kannibalismus.
Als die Indianer sich mit den Krankheiten der Europäer ansteckten und viele von ihnen starben, schlug die freundliche Stimmung um. Sie töteten viele der gestrandeten Männer und versklavten den Rest. Nur wenige überlebten den ersten Winter als Sklaven.
Jahrelang war Andrés Dorantes gemeinsam mit seinem Freund Alonso del Castillo Maldonado nun selbst ein Sklave, genau wie Estevanico, der Maure.

### Flucht aus der Sklaverei
Nach mehreren Jahren trafen Andrés Dorantes, Estevanico und Alonso del Castillo auf ihren alten Freund Álvar Núñez Cabeza de Vaca. Er war der Schatzmeister der Expedition gewesen und ebenfalls auf dieser Insel gestrandet. Cabeza de Vaca hatte in der Zeit bei den Indianern das Leben eines Händlers und Heilers geführt. Er kannte sich in der näheren Umgebung aus und beherrschte mehrere indianische Sprachen. Der Maure Estevanico konnte sich ebenfalls sehr gut verständigen und hatte obendrein die Zeichensprache der Nordamerikanischen Indianer erlernt.
Gemeinsam wagten sie die Flucht aus ihrem jämmerlichen Dasein als Sklaven der Indianer.

### Zu Fuß durch Amerika
Schon bei einer der ersten Begegnungen mit fremden Indianern wurden sie gebeten, einen „Heilzauber“ zu sprechen.
Da es ihnen tatsächlich gelang, ein paar Leute von ihren Krankheiten zu kurieren, wurden sie schon bald von Indianern begleitet und wie heilige Männer verehrt.
Als Cabeza de Vaca einen tot geglaubten Mann wieder belebte, gab es kein Halten mehr. Ihr Ruf als wundertätige Männer eilte ihnen voraus. Immer mehr Indianer begleiteten sie. Oft waren es mehr als 4000 Menschen, die sie auf ihrem Weg begleiteten. Die Strecke, die sie zurücklegten, entspricht etwa der Entfernung von Gibraltar nach Stockholm.
Irgendwo in der Nähe der heutigen Grenze zwischen den USA und Mexiko erzählten die Indianer ihnen von einem Handelszentrum. Es sollte nördlich ihres Weges liegen. Zum Beweis schenken sie Andrés Dorantes eine Kupferglocke. Diese Glocke überzeugte die Spanier, dass auch die Völker nördlich von Neuspanien Metall verarbeiten konnten.
Doch diese Annahme war falsch und erwies sich für die Pueblo-Indianer als sehr verhängnisvoll. Die Glocke war als Handelsware aus Zentralmexiko zu den Städten der Pueblo-Indianer gelangt.
Archäologen haben nachgewiesen, dass die Pueblo-Indianer einen regen Handel mit den Städten im Süden betrieben.
In der Nähe des Golfs von Kalifornien, nördlich von Culiacán, trafen die vier Männer auf spanische Sklavenjäger. Andrés Dorantes setzte sich mit seinen Freunden dafür ein, dass die Sklavenjäger ihre vielen indianischen Begleiter nicht in Ketten legten und in die Silberminen verkauften. Sie schickten die Indianer zurück in ihre Heimat und gingen nach Mexiko-Stadt, um dem Vizekönig Antonio de Mendoza von ihrer Reise zu berichten. Am 24. Juli 1536 kamen sie dort an und wurden gefeiert wie Helden.
Der Vizekönig, Antonio de Mendoza, wollte Andrés Dorantes sogleich wieder rekrutieren, um ihn als Kundschafter nach Norden zu schicken. Er sollte unbedingt die geheimnisvollen Städte finden.

### Estevanico wird wieder zum Sklaven
Doch Andrés Dorantes hatte genug von der Wanderschaft. Er wollte nach Spanien zurückkehren. Doch bevor er ging, erfüllte er dem Vizekönig noch einen großen Wunsch und verkaufte ihm seinen Sklaven Estevanico. Mit diesem Mann hatte Antonio de Mendoza einen kundigen Führer zu den geheimnisvollen Städten im Norden.
Der Versuch nach Spanien zurückzukehren, misslang. Schlechtes Wetter zwang Andrés Dorantes’ Schiff zur Rückkehr nach Neuspanien. Er blieb im Lande und heiratete die Witwe von Francisco de Valdés, María de la Torre. Nach dem Tod von María heiratete er Paula, die Witwe von Antonio Gómez de Corona. Er zeugte mehr als vierzehn Kinder in Neuspanien und starb in den 1550er Jahren.

## Film
- Die Abenteuer des Cabeza de Vaca /Spanisch, Mexikanischer Film 1990, Regie: Nicolás Echevarría.